# Epilobium collinum
Epilobium collinum là một loài thực vật có hoa trong họ Anh thảo chiều. Loài này được C.C.Gmel. mô tả khoa học đầu tiên năm 1826.